# Wingene

Wingene é um município belga da província de Flandres Ocidental e o distrito de Tielt. O município compreende as vilas de Wingene e de  Zwevezele. Em 1 de Julho de 2013, o município tinha uma população de 14.097 habitantes, uma superfície total de 68,42 km², dando assim uma densidade populacional de  193 habitantes por km².